# Louis Gauthier (acteur)
Pour les articles homonymes, voir Louis Gauthier (homonymie) et Gauthier.

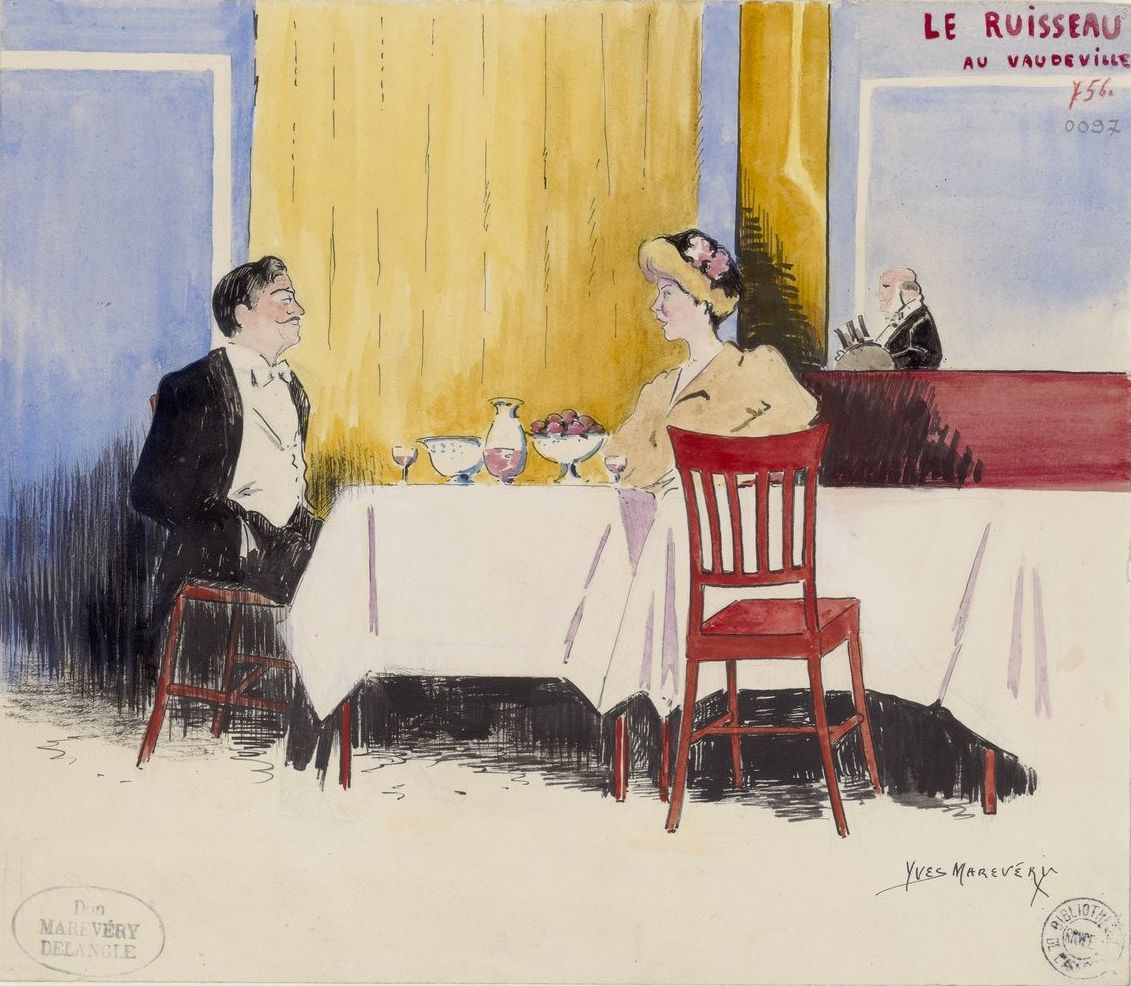
Louis Gauthier et Yvonne de Bray dans Le Ruisseau, 1907

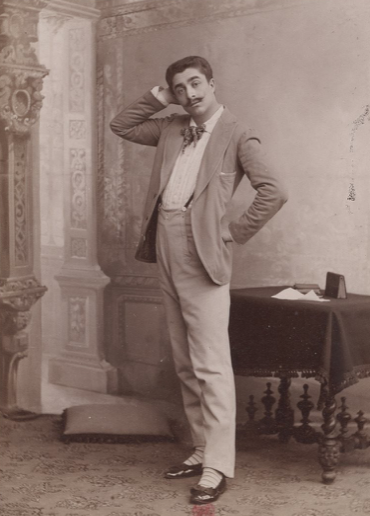
Portrait de Louis Gauthier (atelier Nadar)

Louis Gauthier, né le 4 mars 1864 à Paris 4e et mort le 5 janvier 1946 à Beaumont-sur-Oise, est un acteur de théâtre et de cinéma français.
Il est aussi un dirigeant du sport, directeur de l'hygiène à la Fédération nationale des sociétés d'éducation physiques et de préparation militaire de France et des colonies, directeur du cours de natation de cette fédération, inventeur d'une méthode d'apprentissage de la natation, instructeur de la société de tir de Presles.

## Biographie
Il est le fils de Théodule Gauthier, vannier, et de Jeanne Claude Beraud, journalière.
Élève de Delaunay au Conservatoire, où il obtient en 1887 le 2e prix de comédie, il entre à l'Odéon, où il joue, de 1887 à 1892, les rôles les plus variés. Il passe au Grand-Théâtre, où il crée Les Pécheurs d'Islande, Lysistrata. Il joue à l'Ambigu, Rocambole et va créer aux Folies-Dramatiques le rôle du ténor dans Cliquette. Il revient au Vaudeville, joue dans Madame Sans-Gêne, Nos Intimes, Clara Soleil, La Parisienne. Il est prêté à la Porte-Saint-Martin où il crée La Dame de Carreau, puis retourne créer au Vaudeville Viveurs et La Bonne Hélène, prêté à nouveau à la Porte-Saint-Martin, il crée le rôle de Jacques Callot dans Jacques Callot, puis La Montagne enchantée. Il crée Petit chagrin de Maurice Vaucaire au théâtre du Gymnase.
Il se marie avec Gabrielle Marguerite Allo le 5 décembre 1921 à Paris.
Louis Gauthier repose au cimetière du Père Lachaise dans la 36e division.

## Théâtre
- 1893 : Madame Sans-Gêne comédie de  Victorien Sardou et Émile Moreau, créée le 27 octobre 1893 au théâtre du Vaudeville.
- 1904 : Maman Colibri d'Henry Bataille, représentée pour la première fois au théâtre du Vaudeville le 8 novembre 1904.
- 1906 : Le bourgeon, de Georges Feydeau Théâtre du Vaudeville, 01-03-1906
- 1907 : Le ruisseau de Pierre Wolff, Théâtre du Vaudeville, 21-03-1907,
- 1909 : La route d'émeraude de Jean Richepin, Théâtre du Vaudeville, 04-03-1909
- 1910 : La barricade de Paul Bourget, création le 7 janvier 1910 au Théâtre du Vaudeville.
- 1910 : Le costaud des Epinettes de Tristan Bernard, Alfred Athys, Théâtre du Vaudeville, 14-04-1910
- 1911 : Papa, de Robert de Flers, Gaston Arman de Caillavet, Théâtre du Gymnase, 11-02-1911
- 1912 : Le valet de cœur de Louis Gilbert, au Théâtre Fémina, 22 novembre 1912.
- 1912 : L'Aigrette de Dario Niccodemi
- 1912 : La crise de Paul Bourget et André Beaunier, Théâtre de la Porte Saint-Martin, 03-05-1912
- 1913 : Le trouble-fête d'Edmond Fleg, Comédie des Champs Elysées, 10-05-1913
- 1913 : Le veau d'or de Lucien Gleize, Comédie des Champs Elysées, 12-11-1913
- 1925 : Le bel amour d'Edmond Sée, Théâtre Fémina, 3 février 1925[5]

## Filmographie
- 1911 : La Coupable
- 1917 : La Danseuse voilée de Maurice Mariaud
- 1917 : L'Hallali de Jacques de Baroncelli
- 1924 : Catherine ou Une vie  sans joie de Jean Renoir et Albert Dieudonné
- 1932 : Poil de Carotte de Julien Duvivier
- 1933 : La Tête d'un homme de Julien Duvivier
- 1933 : L'Homme à l'Hispano de Jean Epstein
- 1934 : L'Or de Karl Hartl et Serge de Poligny
- 1934 : Fédora de Louis J. Gasnier
- 1935 : Le Clown Bux de Jacques Natanson
- 1935 : Stradivarius de Albert Valentin et Géza von Bolváry
- 1935 : Pasteur de Sacha Guitry
- 1937 : Liberté de Jean Kemm

## Publications
- Dr L. Léopold Philippe et Louis Gauthier, De l'air, de l'exercice, de l'eau, du soleil, questions d'hygiène et d'éducation physique individuelles, Paris, impr. de V. Outrebon, 1920 (lire en ligne).
- Louis Gauthier, Comment on apprend à nager avec une assiette : ma méthode, Paris, Imprimerie Lang, Blanchong et Cie, 1926

## Distinctions

### Décorations
- Chevalier de la Légion d'honneur, 1935[3]
- Officier de l'Instruction publique (Officier de l'instruction publique)
- Officier de l'ordre du Mérite sportif‎ (Médaille d'honneur de l'Education physique)